# Karl-Heinz Heymann
Karl-Heinz Heymann (* 16. April 1948 in Görlitz) ist ein deutscher ehemaliger Filmregisseur und Drehbuchautor.

## Leben
Karl-Heinz Heymann studierte Regie in Babelsberg und war in den 1980er Jahren für die DEFA als Regisseur und Drehbuchautor tätig. Es entstanden vier Spielfilme. 1986 kündigte er beim DEFA-Spielfilmstudio.
1992 wurde er mit einer Kneipe in Berlin-Prenzlauer Berg als Gastronom tätig. Von 1999 bis 2014 war er Mitbetreiber der Tanzwirtschaft Kaffee Burger, seitdem vom Ballhaus Berlin in Berlin-Mitte, Chausseestraße 102.

## Filmografie (Auswahl)
- 1981: Darf ich Petruschka zu dir sagen?
- 1983: Schwierig sich zu verloben
- 1986: Rabenvater
- 1988: Schwein gehabt